# Congal Clairinech
Congal Clairinech (fl. II secolo a.C.) figlio di Rudraige, fu un leggendario re supremo d'Irlanda del II secolo a.C.
Prese il potere dopo aver ucciso il predecessore Lugaid Luaigne. Regnò per quindici o sedici anni, fino alla morte avvenuta per mano di Duach Dallta Dedad.

## Fonti
- Seathrún Céitinn, Foras Feasa ar Éirinn 1.30
- Annali dei Quattro Maestri M5016-5031